# Тінга
Тінга (порт. Tinga, нар. 13 січня 1978, Порту-Алегрі) — бразильський футболіст, що грав на позиції півзахисника.
Виступав, зокрема, за клуб «Греміо», а також національну збірну Бразилії.
Володар Кубка Бразилії. Дворазовий володар Кубка Лібертадорес. Переможець Рекопи Південної Америки.

## Клубна кар'єра
Народився 13 січня 1978 року в місті Порту-Алегрі. Вихованець футбольної школи клубу «Греміо». Дорослу футбольну кар'єру розпочав 1997 року в основній команді того ж клубу, в якій провів шість сезонів, взявши участь у 202 матчах чемпіонату. Більшість часу, проведеного у складі «Греміо», був основним гравцем команди. Протягом цих років також встиг пограти на умовах оренди за японський «Кавасакі Фронталє» і «Ботафогу».
Згодом з 2004 по 2012 рік грав у складі команд клубів «Спортінг», «Інтернасьйонал», «Боруссія» (Дортмунд) та «Інтернасьйонал». Протягом цих років виборов титул володаря Кубка Бразилії, ставав володарем Кубка Лібертадорес (двічі).
Завершив професійну ігрову кар'єру у клубі «Крузейру», за команду якого виступав протягом 2012—2015 років.

## Виступи за збірну
У 2001 році дебютував в офіційних матчах у складі національної збірної Бразилії. Протягом кар'єри у національній команді, яка тривала 7 років, провів у формі головної команди країни лише 4 матчі.

## Титули і досягнення

### Командні
- Володар Кубка Бразилії (1):

«Греміо» : 2001
- Володар Кубка Лібертадорес (2):

«Інтернасьйонал»: 2006, 2010
- Переможець Рекопи Південної Америки (1):

«Інтернасьйонал»: 2011

### Особисті
- Срібний м'яч (Бразилія): 2002